# Tamar Abakelia
Tamar Abakelia (en georgiano: თამარ აბაკელია; también llamada Tamara Abakeliya) (19 de agosto de 1905, Joni-14 de mayo de 1953, Tiflis) fue una escultora, escenógrafa teatral e ilustradora georgiana. Fue laureada con el título de Artista de Honor de la República Socialista Soviética de Georgia en 1942. 

## Familia
El padre de Abakelia, Grigol Abakelia, funcionario Jefe de la fiscalía de la República Socialista Soviética de Georgia, y su tío, Ioseb Abakelia, líder de los especialistas en tuberculosis georgianos, fueron fusilados durante la Gran Purga de Iósif Stalin en 1938. Ella estaba casada con el poeta y dramaturgo socialista Karlo Kaladze (1907 - 1988), que sobrevivió a su esposa y su único hijo, también un prolífico escultor Gulda Kaladze (1932 - 1974).

## Biografía
Nacida en Khoni, Imereti (entonces parte de la Gobernación de Kutaisi, Imperio Ruso), Se graduó en la Academia Estatal de Artes de Tbilisi en 1929, siendo profesores en ese momento Nicolás Porfirevich Kandelaki, Eugene Lanceray y Jakovo Nikoladze. En el campo de la pintura de decoración teatral comenzó a trabajar bajo la dirección de Kote Marjanishvili. Desde 1938, pasó a ser ella profesora de la Academia de Artes de Tiblisi. Entre las obras de Abakelia se hallan las ilustraciones gráficas para obras de Nikolai Tikhonov, Shota Rustaveli, David de Sasun, Vazha-Pshavela, así como decoraciones de escenario para los teatros Rustaveli y Marjanishvili y diseños de vestuario para las películas Arsena (1937), Giorgi Saakadze (1942) y David Guramishvili (1945). Gran parte de sus logros se enmarcan en el territorio de la escultura. Destaca por el dinamismo de la composición y por las formas artísticamente redondeadas, Abakelia fue responsable de gran parte del progreso de la escultura de la Georgia soviética. El ejemplo es su serie de frisos esculpidos en el antiguo Museo del marxismo-leninismo en Tiblisi, que representan las distintas fases de la conformación del socialismo en Georgia (1936-37). Abakelia murió en Tiblisi en 1953 y fue enterrada allí, en el Panteón Didube.

## Obras

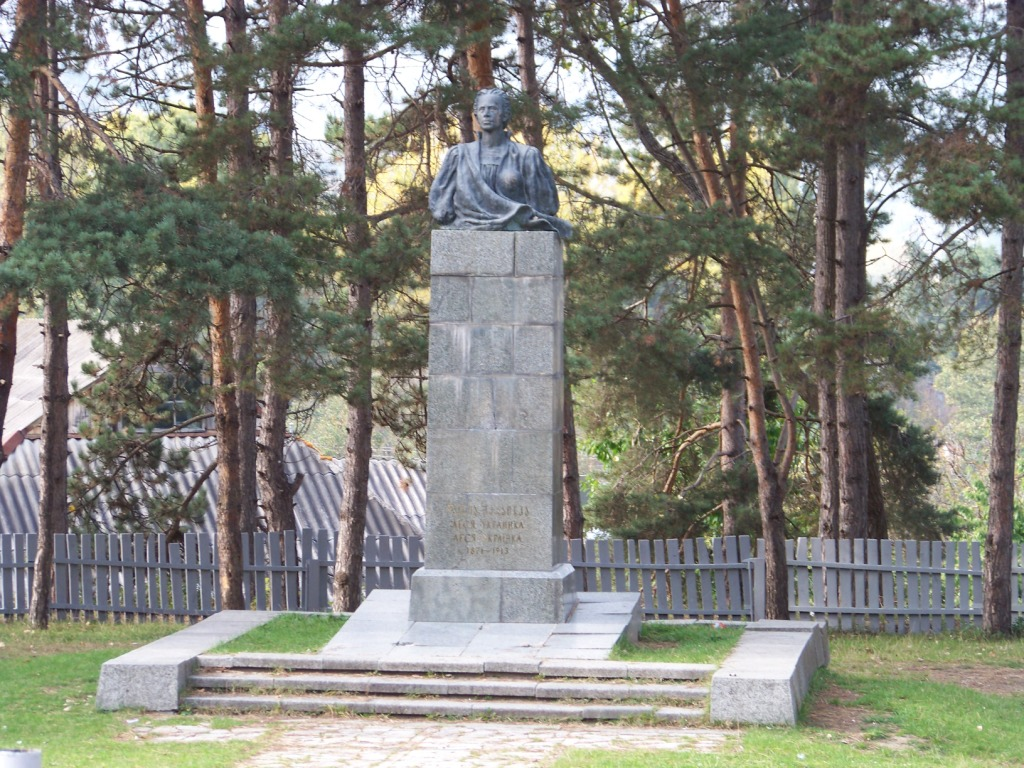
Monumento de Lesya Ukrainka en Georgia

Entre las esculturas de Tamara Abakelia se incluyen las siguientes:
- Frisos del antiguo Museo del marxismo-leninismo en Tiblisi
- Busto de Lesya Ukrainka en Surami, Georgia (imagen lateral)

Entre los cuadros pintados por Tamara Abakelia se incluyen los siguientes:
- El primer tractor
- Giorgi Saakadze, en el Museo Nacional de Arte de Georgia

Entre las ilustraciones para libros de Tamara Abakelia se incluyen las siguientes:
- 1935 — el libro "Poemas de Kajetia" (Стихи о Кахетии) de Nikolái Semiónovich Tíjonov;[1]
- 1936-37 — a " El caballero en la piel de pantera " (к « Витязю в тигровой шкуре »;[2] de Shota Rustaveli
- 1939 — a la heroica epopeya armenia (к армянскому героическому эпосу) " de David de Sasun;
- 1947 — a las obras de Vazha-Pshavela ;
- 1949 — el libro "Poemas de Georgia" de Nikolái Semiónovich Tíjonov (con V. Avaliani).[3]